# Primera División de España 1945-46
La temporada 1945-46 de Primera División de España corresponde a la decimoquinta edición del campeonato. Se disputó entre el 23 de septiembre de 1945 y el 31 de marzo de 1946.
El Sevilla C. F. se proclamó campeón por primera y, hasta el momento, única vez en su historia.

## Equipos participantes
Esta temporada participaron 14 equipos:
| Equipo                      | Ciudad                | Estadio             |
| --------------------------- | --------------------- | ------------------- |
| Club Deportivo Alcoyano     | Alcoy                 | El Collao           |
| Atlético de Bilbao          | Bilbao                | San Mamés           |
| Club Atlético-Aviación      | Madrid                | Metropolitano       |
| Club de Fútbol Barcelona    | Barcelona             | Les Corts           |
| Club Deportivo Castellón    | Castellón de la Plana | El Sequiol Castalia |
| Real Club Celta de Vigo     | Vigo                  | Balaidos            |
| Real Club Deportivo Español | Barcelona             | Sarriá              |
| Real Gijón                  | Gijón                 | El Molinón          |
| Hércules Club de Fútbol     | Alicante              | Bardín              |
| Real Murcia                 | Murcia                | La Condomina        |
| Real Oviedo Club de Fútbol  | Oviedo                | Buenavista          |
| Real Madrid Club de Fútbol  | Madrid                | Chamartín           |
| Sevilla Club de Fútbol      | Sevilla               | Nervión             |
| Valencia Club de Fútbol     | Valencia              | Mestalla            |

A partir de la 7ª jornada el CD Castellón pasó a jugar en su nuevo Estadio Castalia.

## Sistema de competición
El torneo estuvo organizado por la Federación Española de Fútbol.
Como en la temporada anterior, tomaron parte 14 equipos de toda la geografía española, encuadrados en un grupo único. Siguiendo un sistema de liga, se enfrentaron todos contra todos en dos ocasiones -una en campo propio y otra en campo contrario- durante un total de 26 jornadas. El orden de los encuentros se decidió por sorteo antes de empezar la competición.
La clasificación se estableció a razón del siguiente sistema de puntuación: dos puntos para el equipo vencedor de un partido, un punto para cada contendiente en caso de empate y cero puntos para el perdedor de un partido. El equipo que más puntos sumó se proclamó campeón de liga.
Los dos últimos clasificados descendieron directamente a Segunda División, siendo reemplazados la siguiente temporada por el campeón y el subcampeón de esta categoría. El antepenúltimo clasificado debió disputar su plaza en una promoción de permanencia contra el tercer clasificado de Segunda. La eliminatoria se disputó a partido único en terreno neutral.

## Clasificación

### Clasificación final
| Pos. | Equipo                   | Pts. | PJ | G  | E  | P  | GF | GC | Dif. | Clasificación                                |
| ---- | ------------------------ | ---- | -- | -- | -- | -- | -- | -- | ---- | -------------------------------------------- |
| 1    | Sevilla C. F. (C)        | 36   | 26 | 14 | 8  | 4  | 53 | 37 | +16  | Campeón                                      |
| 2    | C. F. Barcelona          | 35   | 26 | 14 | 7  | 5  | 48 | 31 | +17  |                                              |
| 3    | Atlético de Bilbao       | 33   | 26 | 14 | 5  | 7  | 63 | 38 | +25  |                                              |
| 4    | Real Madrid C. F. (C, O) | 31   | 26 | 11 | 9  | 6  | 46 | 30 | +16  | Campeón de Copa.                             |
| 5    | Real Oviedo C. F.        | 30   | 26 | 10 | 10 | 6  | 44 | 37 | +7   |                                              |
| 6    | Valencia C. F.           | 28   | 26 | 9  | 10 | 7  | 44 | 36 | +8   |                                              |
| 7    | Atlético Aviación        | 26   | 26 | 10 | 6  | 10 | 50 | 48 | +2   |                                              |
| 8    | C. D. Castellón          | 26   | 26 | 11 | 4  | 11 | 38 | 54 | −16  |                                              |
| 9    | Real Gijón               | 25   | 26 | 9  | 7  | 10 | 37 | 39 | −2   |                                              |
| 10   | R. C. Celta de Vigo      | 21   | 26 | 9  | 3  | 14 | 57 | 56 | +1   |                                              |
| 11   | Club Real Murcia         | 20   | 26 | 5  | 10 | 11 | 21 | 39 | −18  |                                              |
| 12   | R. C. D. Español         | 19   | 26 | 6  | 7  | 13 | 41 | 53 | −12  | Promoción de permanencia en Primera División |
| 13   | C. D. Alcoyano (D)       | 19   | 26 | 7  | 5  | 14 | 39 | 54 | −15  | Descenso a Segunda División                  |
| 14   | Hércules C. F. (D)       | 15   | 26 | 5  | 5  | 16 | 30 | 59 | −29  | Descenso a Segunda División                  |

 Fuente: BDFutbol
Criterios de clasificación: Puntos · Diferencia de goles · Goles a favor · Play-off
|                    |
| Campeón Sevilla CF |

### Evolución de la clasificación
| Jornada / Equipo   | 1  | 2  | 3  | 4  | 5  | 6  | 7  | 8  | 9  | 10 | 11 | 12 | 13 | 14 | 15 | 16 | 17 | 18 | 19 | 20 | 21 | 22 | 23 | 24 | 25 | 26 |
| Jornada / Equipo   |    |    |    |    |    |    |    |    |    |    |    |    |    |    |    |    |    |    |    |    |    |    |    |    |    |    |
| ------------------ | -- | -- | -- | -- | -- | -- | -- | -- | -- | -- | -- | -- | -- | -- | -- | -- | -- | -- | -- | -- | -- | -- | -- | -- | -- | -- |
| Sevilla CF         | 5  | 5  | 4  | 5  | 2  | 2  | 1  | 1  | 1  | 3  | 3  | 3  | 4  | 2  | 5  | 5  | 5  | 2  | 2  | 2  | 1  | 3  | 1  | 3  | 1  | 1  |
| CF Barcelona       | 3  | 1  | 1  | 2  | 6  | 3  | 6  | 5  | 6  | 5  | 4  | 4  | 1  | 4  | 3  | 4  | 2  | 4  | 4  | 3  | 3  | 2  | 3  | 2  | 2  | 2  |
| Atlético de Bilbao | 7  | 8  | 8  | 11 | 8  | 4  | 3  | 2  | 4  | 6  | 5  | 5  | 6  | 5  | 4  | 2  | 1  | 1  | 1  | 1  | 2  | 1  | 2  | 1  | 3  | 3  |
| Real Madrid        | 8  | 4  | 3  | 7  | 4  | 5  | 4  | 4  | 3  | 2  | 2  | 3  | 2  | 3  | 2  | 3  | 3  | 5  | 5  | 5  | 4  | 6  | 4  | 4  | 4  | 4  |
| Real Oviedo        | 6  | 7  | 5  | 3  | 1  | 1  | 2  | 3  | 2  | 1  | 1  | 2  | 3  | 1  | 1  | 1  | 4  | 3  | 3  | 4  | 5  | 4  | 5  | 5  | 5  | 5  |
| Valencia CF        | 2  | 2  | 2  | 1  | 3  | 7  | 7  | 7  | 7  | 7  | 7  | 6  | 5  | 6  | 6  | 7  | 6  | 6  | 6  | 6  | 6  | 5  | 6  | 6  | 6  | 6  |
| Atlético Aviación  | 14 | 11 | 11 | 8  | 10 | 8  | 8  | 9  | 10 | 9  | 10 | 10 | 9  | 9  | 9  | 9  | 10 | 9  | 10 | 9  | 9  | 9  | 9  | 9  | 7  | 7  |
| CD Castellón       | 13 | 14 | 14 | 14 | 13 | 12 | 9  | 11 | 9  | 8  | 8  | 8  | 8  | 8  | 8  | 8  | 8  | 8  | 8  | 8  | 8  | 8  | 8  | 8  | 9  | 8  |
| Real Gijón         | 12 | 9  | 6  | 4  | 5  | 6  | 5  | 6  | 5  | 4  | 6  | 7  | 7  | 7  | 7  | 6  | 7  | 7  | 7  | 7  | 7  | 7  | 7  | 7  | 8  | 9  |
| Celta de Vigo      | 1  | 3  | 7  | 9  | 7  | 10 | 11 | 12 | 12 | 12 | 12 | 11 | 10 | 11 | 10 | 11 | 9  | 11 | 9  | 10 | 10 | 10 | 10 | 10 | 10 | 10 |
| Real Murcia        | 9  | 10 | 10 | 12 | 14 | 14 | 14 | 14 | 14 | 14 | 14 | 12 | 12 | 12 | 12 | 12 | 12 | 12 | 12 | 12 | 13 | 12 | 13 | 12 | 12 | 11 |
| RCD Español        | 11 | 13 | 13 | 10 | 11 | 11 | 13 | 13 | 11 | 11 | 11 | 13 | 13 | 13 | 14 | 13 | 14 | 13 | 13 | 13 | 14 | 13 | 12 | 13 | 13 | 12 |
| CD Alcoyano        | 4  | 6  | 9  | 6  | 9  | 9  | 10 | 8  | 8  | 10 | 9  | 9  | 11 | 10 | 11 | 10 | 11 | 10 | 11 | 11 | 11 | 11 | 11 | 11 | 11 | 13 |
| Hércules CF        | 10 | 12 | 12 | 13 | 12 | 13 | 12 | 10 | 13 | 13 | 13 | 14 | 14 | 14 | 13 | 14 | 13 | 14 | 14 | 14 | 12 | 14 | 14 | 14 | 14 | 14 |

### Resultados
| Local \ Visitante   | ALC | ATH | ATA | BAR | CAS | CEL | ESP | GIJ | HER | MUR | OVI | RMA | SEV | VAL |
| ------------------- | --- | --- | --- | --- | --- | --- | --- | --- | --- | --- | --- | --- | --- | --- |
| C. D. Alcoyano      | —   | 3–2 | 3–1 | 3–3 | 1–1 | 4–2 | 1–1 | 4–1 | 3–1 | 1–0 | 1–1 | 1–3 | 1–2 | 1–2 |
| Atlético de Bilbao  | 2–0 | —   | 0–2 | 2–1 | 7–1 | 2–1 | 3–1 | 2–3 | 6–0 | 6–1 | 2–4 | 3–2 | 4–3 | 2–2 |
| Atlético Aviación   | 2–0 | 1–0 | —   | 2–0 | 4–0 | 3–2 | 7–3 | 2–0 | 5–2 | 0–0 | 2–2 | 3–1 | 1–1 | 0–0 |
| C. F. Barcelona     | 2–0 | 0–6 | 2–1 | —   | 4–0 | 3–1 | 1–0 | 2–0 | 5–3 | 1–1 | 4–0 | 1–0 | 1–1 | 1–1 |
| C. D. Castellón     | 2–1 | 4–0 | 2–1 | 1–1 | —   | 2–1 | 4–1 | 2–0 | 2–1 | 3–0 | 1–1 | 0–3 | 2–2 | 1–0 |
| R. C. Celta de Vigo | 6–1 | 1–2 | 6–1 | 1–5 | 4–0 | —   | 4–1 | 2–3 | 4–2 | 1–1 | 3–2 | 3–0 | 4–0 | 1–1 |
| R. C. D. Español    | 2–1 | 1–5 | 4–3 | 0–2 | 4–1 | 4–1 | —   | 2–2 | 5–2 | 0–1 | 1–2 | 1–1 | 1–1 | 4–0 |
| Real Gijón          | 1–1 | 0–0 | 3–2 | 2–0 | 2–0 | 2–1 | 4–1 | —   | 2–0 | 0–2 | 1–0 | 1–1 | 1–2 | 1–2 |
| Hércules C. F.      | 1–0 | 0–0 | 3–2 | 0–0 | 1–2 | 1–4 | 0–0 | 2–1 | —   | 2–0 | 0–3 | 2–3 | 1–2 | 2–1 |
| C. R. Murcia        | 2–3 | 0–0 | 0–0 | 0–2 | 2–3 | 1–0 | 2–2 | 1–0 | 1–1 | —   | 0–3 | 1–0 | 1–1 | 2–2 |
| Real Oviedo C. F.   | 3–2 | 1–2 | 3–3 | 1–1 | 4–2 | 1–0 | 1–0 | 2–2 | 2–0 | 0–0 | —   | 1–1 | 1–1 | 3–0 |
| Real Madrid C. F.   | 1–0 | 1–1 | 2–1 | 3–2 | 4–0 | 6–0 | 0–0 | 2–2 | 2–0 | 3–1 | 3–1 | —   | 1–1 | 1–1 |
| Sevilla C. F.       | 4–2 | 4–2 | 3–0 | 2–3 | 3–2 | 3–3 | 1–0 | 3–2 | 2–1 | 3–1 | 3–0 | 2–1 | —   | 3–0 |
| Valencia C. F.      | 6–1 | 1–2 | 6–1 | 0–1 | 2–0 | 5–1 | 3–2 | 1–1 | 2–2 | 2–0 | 2–2 | 1–1 | 1–0 | —   |

### Promoción de permanencia
Designada a partido único en Barcelona, la disputan el Real Club Deportivo Español y el Gimnástico de Tarragona. Al empatar a cero se jugó un segundo partido de desempate donde los españolistas vencieron 3-0, permaneciendo así en Primera División.
| 19 de mayo de 1946 | R. C. D. Español | 0 - 0   | Gimnástico de Tarragona | Estadio Olímpico de Montjuic, Barcelona |  |
|                    |                  | Reporte |                         |                                         |  |

| 26 de mayo de 1946 | R. C. D. Español | 3 - 0   | Gimnástico de Tarragona | Estadio Olímpico de Montjuic, Barcelona |  |
|                    |                  | Reporte |                         |                                         |  |

## Estadísticas

### Máximos goleadores
El vizcaíno Guillermo Gorostiza disputó su última edición de la máxima categoría —tras catorce temporadas, más que nadie—; y antes de retirarse en 1947 fijó la marca de máximo goleador histórico del torneo en 179 goles. La marca fue superada en 1949 cuando Mundo Suárez llegó a los 185 goles, y esta a su vez a 187 en 1950, hasta que en la edición 1950-51 el futbolista natural de Erandio, Telmo Zarra superase el récord vigente de Mundo Suárez y llegase al final de su carrera hasta los 252 goles, registro que quedó inalcanzable durante décadas.
| Pos. | Jugador                 | Equipo             | Goles |
| ---- | ----------------------- | ------------------ | ----- |
| 1º   | Telmo Zarra             | Atlético de Bilbao | 24    |
| 2º   | Pruden Sánchez          | Real Madrid        | 21    |
| 3º   | Ángel Cabido            | Real Oviedo        | 20    |
|      | Edmundo Suárez, 'Mundo' | Valencia CF        | 20    |
| 5º   | Basilio Nieto           | CD Castellón       | 16    |

### Trofeo Zamora
Bañón (Real Madrid) con 29 goles encajados en 25 partidos fue designado Trofeo Zamora. (Coeficiente = 1,16)